# 平均力ポテンシャル
平均力ポテンシャル（へいきんりょくポテンシャル、英: potential of mean force、略称: PMF）とは、任意に選んだある座標に沿った自由エネルギー曲面のことである。ある系を計算により取り扱う場合、分子内・分子間座標（原子間距離や二面角など）の関数としての自由エネルギー変化に興味が持たれる。もし溶媒中の系に着目していれば、PMFには溶媒効果が含まれる。

## 概要
PMFは特定の反応座標パラメータの関数として系のエネルギーがどのように変化するかを調べるようなモンテカルロシミュレーションや分子動力学シミュレーションにおいて得られる。例えば、残基間距離の関数として見た場合や脂質二重膜を介してタンパク質が引き抜かれる場合のエネルギー変化をPMFによって調べることができる。幾何的な座標やより一般的なエネルギー座標(溶媒など)を座標として取りうる。系が大きくなると、十分に系の空間をサンプリング出来ないため、しばしば傘サンプリング法とともに用いられる。

## 数学的表現
N粒子系のPMFは、粒子1...nを固定した任意の配置において粒子jに作用を及ぼす粒子n+1..Nの全配置における平均の力を与えるようなポテンシャルと解釈できる。
{\displaystyle -\nabla _{j}w^{(n)}\,=\,{\frac {\int e^{-\beta V}(-\nabla _{j}V)dq_{n+1}...dq_{N}}{\int e^{-\beta V}dq_{n+1}....dq_{N}}},~j=1,2,....,n}
ここで {\displaystyle -\nabla _{j}w^{(n)}} は平均的な力、すなわち粒子jにおける「平均力」であり、{\displaystyle w{(n)}}はいわゆる平均力ポテンシャルである。{\displaystyle n=2}のとき{\displaystyle w^{(2)}(r)}は2粒子間の距離{\displaystyle r}を無限遠まで引き伸ばすのに必要な仕事に一致する。文献によればPMFは動径分布関数{\displaystyle g(r)}とも関係がある。
{\displaystyle g(r)=e^{-\beta w^{(2)}(r)}}

## 応用
一般に平均力ポテンシャル{\displaystyle w^{(2)}}は、メソスケールのシミュレーションにおいて正確な動径分布関数を再現するようなペアポテンシャルの初期推測値として、ボルツマンインバージョン法の中で利用される。